# Tour du Haut-Var 1995
Il Tour du Haut-Var 1995, ventisettesima edizione della corsa e valida come evento del circuito UCI categoria 1.2, si svolse il 18 febbraio 1995, su un percorso di circa 200 km. Fu vinto dall'italiano Marco Lietti che terminò la gara con il tempo di 5h33'46", alla media di 35,953 km/h.
Al traguardo 48 ciclisti portarono a termine il percorso.

## Ordine d'arrivo (Top 10)
| Pos. | Corridore         | Squadra        | Tempo    |
| ---- | ----------------- | -------------- | -------- |
| 1    | Marco Lietti      | MG Maglificio  | 5h33'46" |
| 2    | Luca Scinto       | MG Maglificio  | s.t.     |
| 3    | Giuseppe Guerini  | Navigare       | a 58"    |
| 4    | Yvon Ledanois     | GAN            | a 1'22"  |
| 5    | Jens Zemke        | Collstrop      | a 1'36"  |
| 6    | Peter Van Petegem | TVM            | a 3'11"  |
| 7    | Thierry Gouvenou  | GAN            | s.t.     |
| 8    | Richard Virenque  | Festina        | s.t.     |
| 9    | Luc Roosen        | Vlaanderen2002 | s.t.     |
| 10   | Fausto Dotti      | Brescialat     | s.t.     |